# Цаца (озеро)
Ца́ца (калм. Цаца) — одно из Сарпинских озёр на территории Светлоярского района Волгоградской области России. Памятник природы.
Относится к Западно-Каспийскому бассейновому округу. Площадь — 9,8 км².

## Название
Гидроним «Цаца» (калм. Цаца) имеет монгольское происхождение и означает маленькую глиняную статуэтку, которую закладывают в субурганы как символ тела, речи и ума Будды.

## Физико-географическая характеристика

### Происхождение
Как и другие озёра водной системы Сарпинско-Даванской ложбины, озеро имеет реликтовое происхождение. Формирование озера связано с нижнехвалынской трансгрессией Каспийского моря. Озеро представляет собой реликт древней дельты, сформировавшейся на протяжении 7 — 8 тысяч лет на месте глубокого эстуария в конце позднего плейстоцена.

### Рельеф, гидрография и климат
Берега озера низкие, чётко не выражены. Дно Цацы ровное, илистое. Озеро расположено в начале цепочки Сарпинских озёр у подножия Ергенинской возвышенности. Единственное пресноводное озеро в системе Сарпинских озёр. Согласно классификации климатов Кёппена озеро расположено в зоне влажного континентального климата с жарким летом и умеренно холодной зимой. В условиях значительного испарения роль дождевых осадков в водном режиме озера не велика. Гидрологический режим озера смешанный, природно-антропогенный. С конца 1970-х в озеро пополняется волжскими водами из Сарпинской оросительно-обводнительной системы.

### Бассейн
Водосборная площадь — 595 км². В озеро впадают реки Большая Тингута, Сухая Ласта, Средняя Ласта.

### Флора и фауна
Берега покрыты сплошными зарослями тростника и камыша озёрного. В озере произрастают редкие и исчезающие растения ледникового периода: сальвиния плавающая и погруженная в воду наяда морская. В зарослях по берегам озера обитают водоплавающие птицы. По берегам можно встретить болотных черепах, ужей. Озеро богато рыбой, водятся линь, карась, окунь, щука, чикамас.